# دانشگاه بین‌المللی ایالات متحده
دانشگاه بین‌المللی ایالات متحده (USIU) یک دانشگاه غیرانتفاعی مستقر در سن دیگو، کالیفرنیا بود. این دانشگاه مورد تأیید انجمن مدارس و کالج‌های غربی تأیید بود. این دانشگاه در اوج خود دارای دو پردیس آمریکایی دیگر و سه مکان بین‌المللی بود و بسیاری دیگر در برنامه ایجاد قرار داشتند. این دانشگاه در سال ۲۰۰۱ در دانشگاه بین‌المللی آلیانت ادغام شد.

## تمرکز بین‌المللی
پردیس اصلی دانشگاه از سال ۱۹۵۲ تا ۱۹۷۳ زمینی بود که اکنون توسط دانشگاه ناصره ای پوینت لوما اشغال شده‌است. با تغییر نام به USIU، دانشگاه به پردیس جدید خود در Scripps Ranch نقل مکان کرد و پردیس‌های ملی در مائوئی و استیمبت اسپرینگز، کلرادو و همچنین پردیس‌های بین‌المللی در لندن، مکزیکو سیتی و نایروبی را افتتاح کرد. پردیس‌های دیگری نیز پیشنهاد شد. پردیس نایروبی تنها دانشگاهی است که هنوز وجود دارد و اکنون به عنوان دانشگاه بین‌المللی ایالات متحده آفریقا شناخته می‌شود. مفهوم بین‌المللی چند پردیس، دانشگاه را با تمرکز دانشجویی و برنامه درسی اصلی شکل داد. در اواخر دهه ۱۹۸۰، USIU برای پذیرایی از دانشجویان ثروتمند بین‌المللی، از جمله خانواده سلطنتی از خاورمیانه، شناخته شد. در سال ۲۰۰۱، عکسی از سالنامه مربوط به سال ۱۹۹۰ از حضور برادر اسامه بن لادن در USIU علنی شد.

## افراد سرشناس
اساتید برجسته شامل جیمی فاکس، لم برنهام، و ایگور آنسوف، «پدر مدیریت استراتژیک» بودند.

### فارغ التحصیلان
- سرجیو آلبرت، بازیکن سابق NFL[۹]
- کوین بردشاو، رکورددار NCAA بسکتبال برای امتیاز در یک بازی، بازیکن در لیگ برتر بسکتبال اسرائیل
- لم برنهام، بازیکن سابق NFL[۱۰]
- وین کلارک، بازیکن سابق NFL[۱۱]
- ورنون دین، بازیکن سابق NFL
- جیمی فاکس، بازیگر، خواننده، کمدین، نویسنده، تهیه‌کننده ضبط و خواننده رپ[۱۲]
- کن فریدمن، یکی از بنیانگذاران جنبش هنری Fluxus
- باب گاگلیانو، بازیکن سابق NFL[۱۳]
- دوایت مک‌دونالد، بازیکن سابق NFL[۱۴]